# Taulell (comerç)

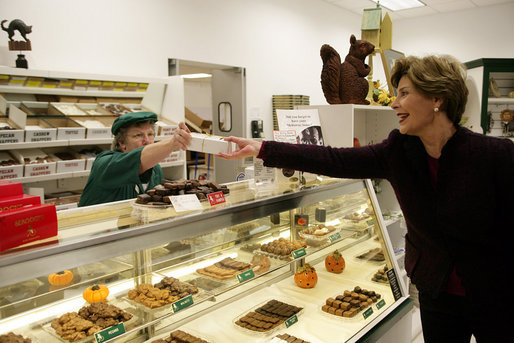
Laura Bush pagant sobre un taulell de pastisseria

Un  taulell  és una taula allargada que serveix per donar suport i mostrar els productes dins d'un establiment comercial.
Els taulells són part del mobiliari comercial i, originalment, tenien la funció d'exposar i mostrar al client el producte que demanava. En l'actualitat, amb la difusió dels establiments de lliure servei, les funcions del taulell han quedat pràcticament reduïdes a les operacions de tancament de la transacció: empaquetat per a regal, pagament ...
Sobre el taulell, es col·loquen instruments de cobrament i de consulta com l'ordinador o la caixa registradora i es realitzen les accions de desetiquetado, empaquetat i embossat de l'article. Sobre un taulell es posen també els productes escollits per a la seva adquisició, es reben possibles devolucions de mercaderia i s'atenen consultes dels clients.

## Barra d'un bar

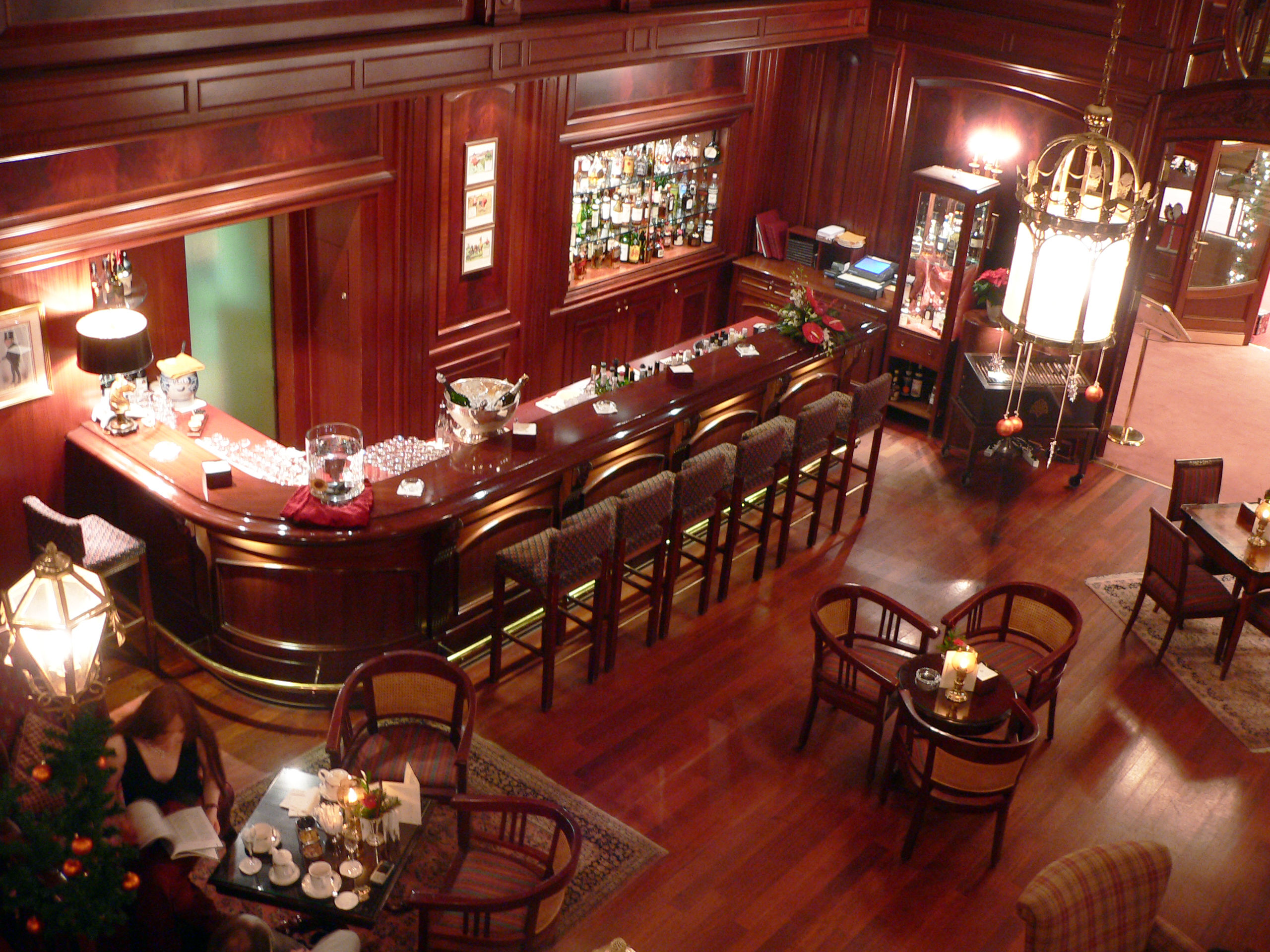
Barra (taulell) d'un bar de Suïssa.

Una barra és el taulell en el qual s'hi serveixen, per part d'un cambrer, begudes alcohòliques o altres begudes i fins i tot s'hi pot menjar. De vegades aquest terme també s'aplica, com una sinècdoque, a tot l'establiment com en el cas de "barra americana" o "barra lliure" per expressar que no es paga la consumició.
A la barra normalment s'hi emmagatzemen diferents tipus de cervesa, vi, licor, begudes no alcohòliques, tapes, etc.., i està organitzada per facilitar al cambrer la feina de servir a la barra. De vegades hi pot haver una planxa per preparar petits plats.
Taulells per servir altres tipus d'aliments i begudes també poden ser anomenats barres, per exemple la barra d'un snack bar, la barra d'un fast food, la barra d'un self service.
La paraula "barra" en aquest context ja estava en ús el 1592 a tot tardar, el dramaturg Robert Greene Robert Greene es refereix a una barra en el seua obra  Un descobriment notable de Coosnage . No obstant això, s'ha suggerit que el mètode de servir en un taulell va ser inventat per Isambard Kingdom Brunel, el gran enginyer de l'era victoriana, com un mitjà de major rapidesa al servei dels clients dels trens de passatgers amb la pressa que tenien al arribar a les sales de refresc de l'estació de ferrocarril de Swindon, mentre els trens Great Western canviaven de màquina.
També s'ha afirmat que la primera barra en servir alcohol es va instal·lar al Hilton London Paddington a l'estació de Paddington a Londres.

## Tipus de taulell

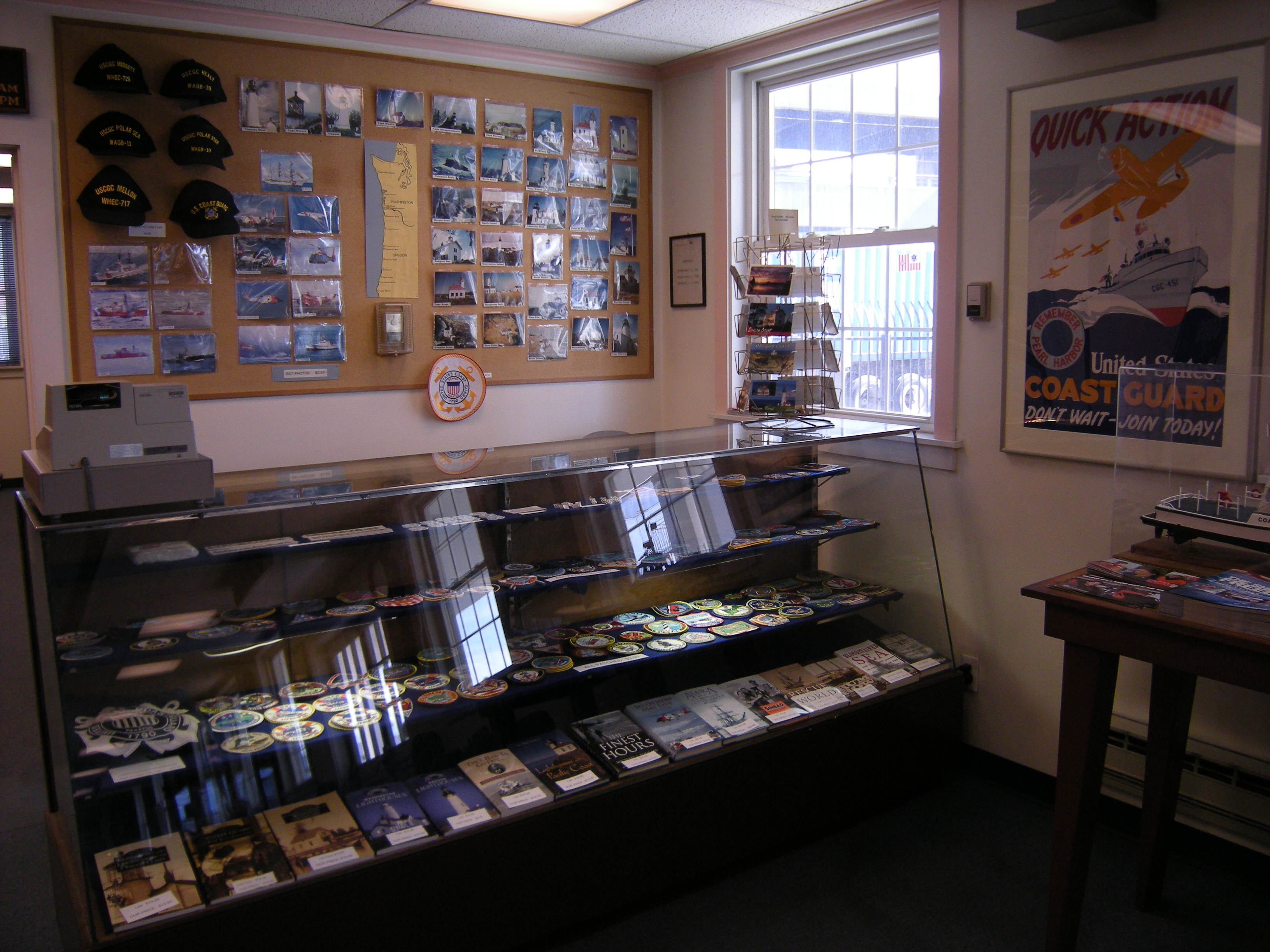
Taulell vitrina.

Els taulells són estructures de fusta tancades amb una configurarción alta, estreta i allargada. En la seva cara interior consten de calaixos i armaris en què es guarden cintes, embolcalls, bosses i altres materials comercials. La seva part exterior presenta un acabat llis i polit per facilitar la neteja i Higino dins de l'establiment; solen disposar del nom de l'establiment serigrafiat.
Els taulells més habituals són:
- Taulell clàssic . Compost per una taula recta de fusta. És el típic d'un comerç tradicional o botiga.
- Taulell semicircular . Taulell que afecta una forma arrodonida més estètica que l'anterior.
- Taulell vitrina . Consta de dues parts. La inferior, de fusta, dona suport a terra i constitueix la base i carcassa del moble. La superior, de vidre, forma una vitrina expositora dins de la qual s'exposen diversos productes per a la seva venda. Les seves funcions són les pròpies del taulell clàssic però a elles s'hi afegeix l'exposició comercial de producte que queda a la vista del comprador mentre realitza altres operacions.
- Taulell refrigerat . En els establiments de productes frescos com carn o peix, el taulell forma part d'un moble refrigerat a través de la vitrina es mostra el gènere. Sobre aquest, se situa una barra metàl·lica sobre la qual es recolza el producte i es realitzen les operacions de cobrament.

## Ubicació
La col·locació ideal del taulell se situa en la segona meitat de l'establiment per tal de fomentar la circulació dels clients cap a zones fredes de la botiga situades al fons de la mateixa. Després del taulell i sobre aquest es recomana posar productes de compra per impuls de manera que quan el client es posi davant del mateix senti la necessitat d'adquirir-lo.